# Купріненко Олександр Володимирович
Олекса́ндр Володи́мирович Купріне́нко — майстер-сержант Збройних сил України, учасник російсько-української війни.

## Нагороди
- орден Богдана Хмельницького III ступеня (2022) — за особисту мужність і самовіддані дії, виявлені у захисті державного суверенітету та територіальної цілісності України, вірність військовій присязі.

За особисту мужність і героїзм, виявлені у захисті державного суверенітету та територіальної цілісності України, вірність військовій присязі під час російсько-української війни
- нагороджений орденом «За мужність» III ступеня (9.4.2015).